# Kreisgericht Dillenburg
Das Kreisgericht Dillenburg war zwischen 1867 und 1879 ein Gericht der ordentlichen Gerichtsbarkeit im damals preußischen Dillenburg und eines von drei Kreisgerichten im Regierungsbezirk Wiesbaden.
Mit § 12 der Verordnung vom 22. Februar 1867 wurde nach der Annexion Nassaus durch Preußen die Trennung von Verwaltung und Justiz angeordnet. Diese war im Herzogtum Nassau nicht gegeben. Die Ämter waren sowohl Verwaltungsbezirke als auch Gerichte erster Instanz. Mit Verordnungen vom 26. Juni 1867 und 21. August 1867 wurde die Justizfunktion den neu geschaffenen Amtsgerichten übertragen. In Dillenburg, Limburg und Wiesbaden wurden Kreisgerichte, in Wiesbaden das übergeordnete Appellationsgericht Wiesbaden geschaffen.
Das Kreisgericht Dillenburg wurde als Nachfolger des Hofgerichts Dillenburg eingerichtet. In Bezug auf die ehemalig großherzoglich hessischen Gebiete übernahm es die Funktion des Hofgerichts Gießen. Es war für elf Amtsgerichte mit zusammen 20 Amtsrichtern zuständig. Es war mit sieben Richterstellen ausgestattet.
| Amtsgericht            | Gerichtsbezirk                                                                                     | Richterzahl |
| ---------------------- | -------------------------------------------------------------------------------------------------- | ----------- |
| Amtsgericht Biedenkopf | Landgericht Biedenkopf                                                                             | 2           |
| Amtsgericht Battenberg | Landgericht Battenberg                                                                             | 1           |
| Amtsgericht Gladenbach | Landgericht Gladenbach sowie die früher zum großherzoglich hessischen Kreis Gießen gehörenden Orte | 2           |
| Amtsgericht Vöhl       | Landgericht Vöhl                                                                                   | 1           |
| Amtsgericht Dillenburg | Amt Dillenburg                                                                                     | 2           |
| Amtsgericht Herborn    | Amt Herborn                                                                                        | 2           |
| Amtsgericht Rennerod   | Amt Rennerod                                                                                       | 2           |
| Amtsgericht Marienberg | Amt Marienberg                                                                                     | 1           |
| Amtsgericht Hachenburg | Amt Hachenburg                                                                                     | 2           |
| Amtsgericht Selters    | Amt Selters                                                                                        | 2           |
| Amtsgericht Weilburg   | Amt Weilburg                                                                                       | 3           |

Mit dem Gesetz betreffend die Errichtung der Oberlandesgerichte und der Landgerichte vom 4. März 1878 wurde das Gericht zum 1. Oktober 1879 aufgelöst. Gleichzeitig wurde das Landgericht Limburg sowie das Landgericht Marburg als Nachfolger eingerichtet.